# Bård snäfellsasens saga
Bård snäfellsasens saga (isl. Bárðar saga snæfellsáss) är en av islänningasagorna. Handlingen utspelar sig på halvön Snæfellsnes på Island. Huvudpersonen är Bård Dumbsson, en as, till hälften människa, till hälften övernaturlig varelse, i sagan kallad Bárður Snæfellsás. 

## Handling
Bárður kom från en kunglig ätt av jättar (tursar) och troll och var son till Norra ishavets kung Dumb. Han gifte sig med dottern till kung Dovre, också av jättars släkte. Tillsammans med sin fosterfar emigrerade han till Island. Bárður sägs ha kommit till Djúpalón där han byggde sig en gård som han kallade Laugarbrekka. Bárður hade storvuxna döttrar, och en fröjd för ögat var Helga som var äldst. Torkel, Bárdurs bror, tros ha bott på Arnarstapi tillsammans med sina två söner, Rauðfeldur och Sölvi. Torkels söner och Bárðurs döttrar brukade leka tillsammans. En dag, när det låg packis längs stranden, sköt Rauðfeldur Helga ut till havs på ett isberg. Helga drev oskadd till Grönland, men Bárður var rasande. Han knuffade Rauðfeldur i ravinen Rauðfeldsgjá och kastade Sölvi utför klippan Sölvahamar, en hög klippa vid kusten öster om Arnarstapi.
Efter dessa händelser försvann Bárður in i glaciären på Snæfellsjökull. Därifrån hjälpte han människor som trakasserades av troll och jättar. Hans skatt sägs ligga i berget Bárðarkista ("Bárðurs bröst"), ett kistformad berg av hyaloklastit som gränsar till dalen Saxhólsdalur.
Nästa del i sagan handlar om Bárðurs dotter Helga. Det var hon som med isflaket kom till Grönland. Hon träffade sedan Midfjords-Skägge som var en direkt ättling till de första bosättarna från Landnamsboken. Eftersom Midfjords-Skägge redan var gift hämtades hon hem av sin far. Hon återvände till gården på Snæfellsnes där hon inte trivdes. Helga förde därefter ett kringflackande liv.
Den sista delen av sagan handlar om Bárðurs son Gest som han fick med Midfjords-Skägges dotter Tordis. Gest blir så småningom en vittberest man. Han träffar kung Olav Tryggvason i Norge och gör en resa till Grönland. Innan Gest dör, tar han det kristna dopet.

## Tillkomst, manuskript och översättning
Sagan skrevs under första delen av 1300-talet.
Ett blad av sagan finns bevarat i handskriften Vatnshyrna, som f.ö. förstördes i en brand. Senare avskrifter finns dock bevarade. Sagan trycktes först i Hólar år 1756.
Sagan är översatt till svenska av Åke Ohlmarks (1963) och av Daniel Sävborg (2014, "Bárð Snæfellsás saga").